# Muntzenheim
Muntzenheim é uma comuna francesa na região administrativa de Grande Leste, no departamento Alto Reno. Estende-se por uma área de 6,47 km². Em 2010 a comuna tinha 1 300 habitantes (densidade: 200,9 hab./km²).